# 曾琬羚
曾琬羚（英語：WAN-LING TSENG，1996年5月13日—），外號「皮皮」，為台灣女子排球選手，現役中華台北女子排球代表隊。2011年畢業於排球名校臺中市立雙十國民中學，2014年畢業於排球名校臺中市立東山高級中學，2020年畢業於正修科技大學。目前效力於企業排球聯賽高雄台電女子排球隊，位置為中間手，背號3號。現亦為中華民國排球協會第十三屆理事。

## 成長背景
排球並非是曾琬羚第一個接觸的運動項目。國小加入田徑隊的他，曾在全中運拿下跳高金牌。但其父親因著練習跳高容易受傷，建議他離開田徑往排球發展。
2011年，曾琬羚國中畢業進入排球名校東山高中，高二加入企業排球聯賽匯竑國際女子排球隊及入選國家隊，與隊友拿下2012年亞洲青年女子排球錦標賽銀牌。當時小小年紀的他，就有多次國內外賽事經驗，亦為2014年仁川亞運國家代表隊選手。
2018年在泰國的亞洲盃，八強賽中打敗南韓，中華隊拿下第四名，並獲得最佳快攻手一獎。2022年，曾琬羚入選為2021年成都世大運及2022年杭州亞運培訓名單。

## 學歷
- 彰化縣伸港鄉伸東國民小學
- 臺中市立雙十國民中學
- 臺中市立東山高級中學
- 正修科技大學 休閒與運動管理學系 學士

## 經歷
- 雙十國中女子排球隊
- 東山高中女子排球隊
- 正修科大女子排球隊
- 中華台北女子排球代表隊
- 企業排球聯賽匯竑國際女子排球隊
- 企業排球聯賽高雄台電女子排球隊

## 所屬球隊得獎紀錄

### 學生聯賽
- 國中排球聯賽 97學年度 雙十國中女排 第三名
- 國中排球聯賽 98學年度 雙十國中女排 第四名
- 國中排球聯賽 99學年度 雙十國中女排 第三名
- 高中排球聯賽 100學年度 東山高中女排 第七名[18]
- 高中排球聯賽 101學年度 東山高中女排 第一名[19]
- 高中排球聯賽 102學年度 東山高中女排 第一名[20]
- 大專排球聯賽 105學年度 正修科大女排 第二名[21]
- 大專排球聯賽 106學年度 正修科大女排 第一名[22]

### 企業排球聯賽
- 企業排球聯賽 9年 匯竑國際例行賽第三名
- 企業排球聯賽 10年 匯竑國際例行賽第三名、挑戰賽第二名[23]
- 企業排球聯賽 11年 台電女排例行賽第一名、挑戰賽第二名[24]
- 企業排球聯賽 12年 台電女排例行賽第一名、挑戰賽第一名
- 企業排球聯賽 13年 台電女排例行賽第一名[25]、挑戰賽第一名[26]
- 企業排球聯賽 14年 台電女排例行賽第一名[27]、挑戰賽第一名[28]
- 企業排球聯賽 15年 台電女排例行賽第一名[29]、挑戰賽第一名[30]
- 企業排球聯賽 16年 台電女排例行賽第一名[31]、挑戰賽第一名[32]
- 企業排球聯賽 17年 高雄台電例行賽第一名[33]、挑戰賽第一名[34]

### 國內賽事
- 全運會 104年 台中市女排 第三名[35]
- 全運會 106年 台中市女排 第三名[36]
- 全運會 108年 台中市女排 第三名[37]
- 全運會 110年 台中市女排 第二名[38]

### 國外賽事
- 2012年世界中學生排球錦標賽 第六名
- 2012年亞洲青年女子排球錦標賽 第二名[39]
- 2012年亞洲青少年女子排球錦標賽 第三名
- 2013年亞洲女子排球俱樂部錦標賽 第六名
- 2013年世界青年女子排球錦標賽 第十名
- 2013年世界青少年女子排球錦標賽 第十一名
- 2013年亞洲女子排球錦標賽 第七名[40]
- 2014年亞洲女子排球俱樂部錦標 第四名[41]
- 2014年亞洲東區排球錦標賽 第三名
- 2014年亞洲青年女子排球錦標賽 第五名[42]
- 2014年亞洲盃女子排球賽 第六名[43]
- 2014年亞洲運動會 第五名[44][45]
- 2015年亞洲U23女子排球錦標賽 第五名[46]
- 2015年亞洲女子排球錦標賽 第四名[47][48]
- 2015年世界青年女子排球錦標賽 第十一名[49]
- 2016年亞洲東區女子排球錦標賽 第一名[50][51]、入圍教育部體育署最佳運動團隊傑出獎[52]
- 2016年亞洲盃女子排球錦標賽 第五名[53]
- 2017年亞洲U23女子排球錦標賽 第四名[54]
- 2017年世界資格賽 第四名[55]
- 2017年亞洲女子排球俱樂部錦標 第五名[56][57]
- 2017年亞洲女子排球錦標賽 第六名[58][59]
- 2017年夏季世界大學運動會 第四名[60][61]
- 2018年世界錦標賽暨女子亞洲區資格賽 第三名[62][63]
- 2018年FIVB挑戰者盃資格賽 第二名[64]
- 2018年亞洲運動會 第九名[65]
- 2018年亞洲盃女子排球賽 第四名[66][16]
- 2019年亞洲女子排球俱樂部錦標 第六名[67]
- 2019年FIVB挑戰者盃女子排球賽 第五名[68]
- 2019年夏季世界大學運動會 第十二名[69]
- 2019年亞洲女子排球錦標賽 第六名[70]
- 2020年東京奧運亞洲區女子排球資格賽 第四名[71]

## 外部連結
- 曾琬羚的Instagram帳戶
- 曾琬羚（皮皮）-Tseng W.L臉書粉絲專頁